# Federico Valverde
Pour les articles homonymes, voir Valverde.
Santiago Federico Valverde Dipetta, abrégé Federico Valverde, né le 22 juillet 1998 à Montevideo en Uruguay, est un footballeur international uruguayen. Il possède également la nationalité espagnole depuis 2019. Il évolue actuellement au Real Madrid et y porte le numéro 8.

## Biographie

### Jeunesse et formation
Il commence le football à l'âge de 3 ans dans une petite académie de la ville de Montevideo, bien qu'il ne puisse pas jouer les matchs officiels parce qu'il n'avait pas 6 ans il prendra part à un match non officiel contre une autre académie nommée Danube, il marquera et célébrera en retirant sa couche. Il sera parfois utilisé comme mascotte dans l'académie.
En 2008, il rejoint le club de CA Peñarol, son idole Diego Forlán rejoindra le club en 2015 et conseillera Federico, en lui disant de travailler dur et d'être humble.

## Carrière

### En club

#### CA Peñarol
Federico Valverde fait sa première apparition en professionnel le 16 août 2015, face au CA Cerro. Il est titularisé et son équipe s'impose sur le score de trois buts à zéro. Valverde joue une saison avec le CA Peñarol où il remporte le Championnat d'Uruguay.

#### Real Madrid
Alors qu'il est également convoité par des clubs anglais, Federico Valverde rejoint le Real Madrid en août 2016 contre une indemnité de cinq millions d'euros,. Il jouera une saison avec le Real Madrid Castilla avant de partir en prêt au Deportivo La Corogne, un club où il découvre la Liga et qui l'a fait mûrir.
À son retour de prêt Federico commence à impressionner son nouveau coach Julen Lopetegui pendant la pré-saison 2018-2019. Ses performances l'ont repositionné dans l'équipe première du Real Madrid. Santiago Solari qui succédera à Lopetegui en cours de saison à également été impressionné par le niveau qu'affichait Federico Valverde.
Pendant la saison 2019-2020, il explose avec le coaching de Zinédine Zidane et devient un élément indéboulonnable du jeu madrilène. Durant la finale de la Supercoupe d'Espagne, il effectue un tacle salvateur sur Álvaro Morata empêchant ce dernier de filer au but, il sera exclu mais sera élu homme du match de cette finale. Sa saison 2020-2021 est perturbée en novembre par une fissure au tibia droit.
En août 2021, le contrat du joueur avec le Real Madrid est prolongé de deux saisons et se termine désormais en 2027. Valverde dispose à cette date du plus long contrat en cours d'un joueur du club. Pendant la saison 2021-2022 du Real Madrid, alors qu'il est à la base le premier remplaçant au milieu de terrain derrière Toni Kroos, Luka Modric et Casemiro, il est replacé titulaire dans l'aile droite de l'attaque par Carlo Ancelotti. Il réalise une très bonne saison et sera passeur décisif lors de la finale de la Ligue des champions pour Vinicius. Il est désormais un élément indispensable pour le Real Madrid.
Pendant la saison 2023-2024, Federico Valverde retrouve son poste au milieu de terrain relayeur et n'est plus utilisé par Carlo Ancelotti sur le flanc droit de l'attaque en raison de l'arrivée de Jude Bellingham. Le 9 novembre 2023, le Real Madrid annonce la prolongation du contrat le liant avec le club jusqu'en 2029.
Federico Valverde change de numéro en 2024-2025. Le numéro 15 qu'il portait est réattribué à Arda Güler et Valverde devient le porteur du numéro 8, libre en raison de la fin de carrière de Toni Kroos. Durant cette saison, l'entraîneur Carlo Ancelotti est confronté aux blessures de ses latéraux droits Dani Carvajal et Lucas Vázquez. Il utilise alors la polyvalence de Valverde pour l'installer temporairement à ce poste où ses prestations se révèlent convaincantes.

### En sélection
Valverde est sélectionné pour participer à la coupe du monde des moins de 20 ans 2017.

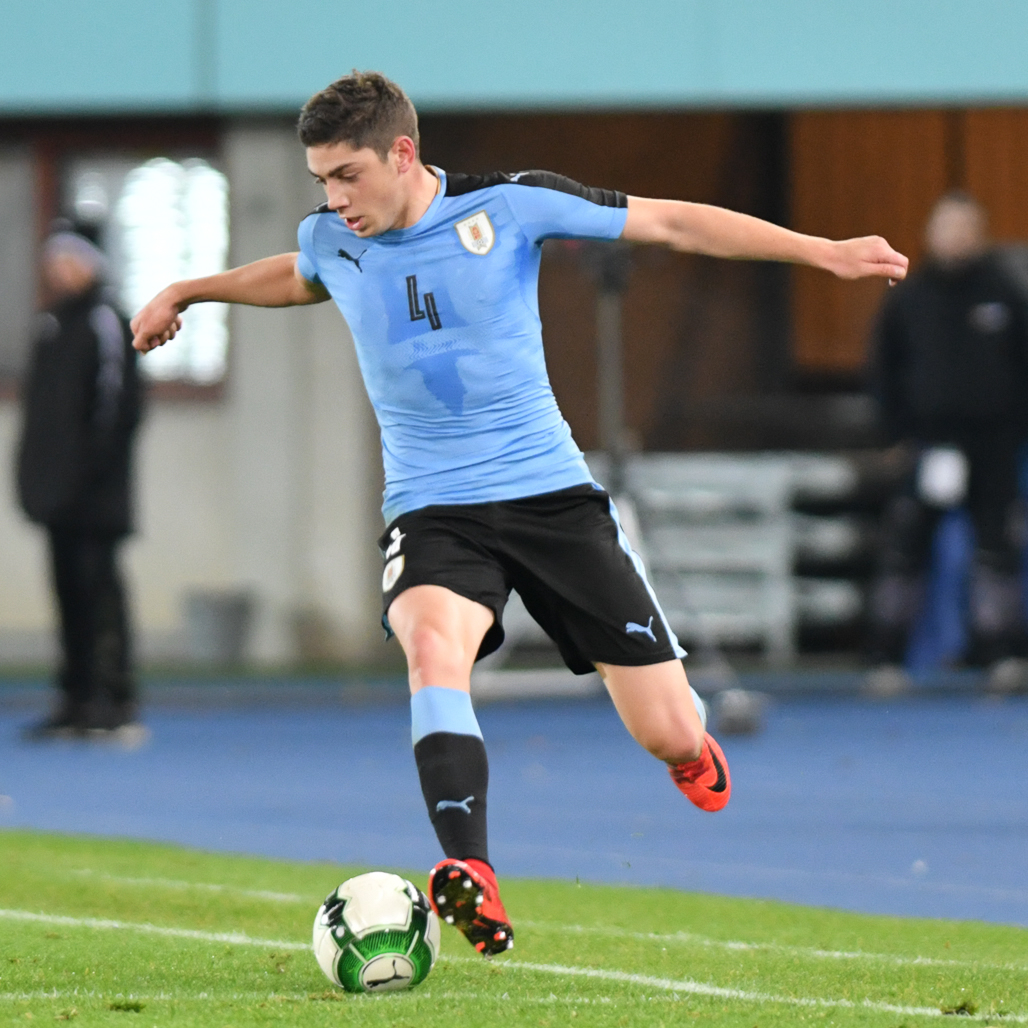
Valverde avec l'Uruguay en 2017.

Le 5 septembre 2017, il est sélectionné pour la première fois en équipe nationale A lors d'un match de qualifications pour la Coupe du monde 2018 face au Paraguay, et y marque même son premier but avec la Celeste d'une frappe de trente mètres,.
En mai 2018, le sélectionneur uruguayen Óscar Tabárez inscrit son nom sur une liste élargie de 26 joueurs pouvant représenter l'Uruguay à la Coupe du monde 2018, mais Valverde n'est pas retenu dans la liste finale de 23 joueurs.
Il est cependant appelé en mai 2019 pour disputer la Copa América au Brésil. Alors âgé de vingt ans, il est le plus jeune joueur de l'effectif. Il met son équipe en confiance en inscrivant un but lors d'un match de préparation du tournoi face au Panama (score : 3-0) le 8 juin dans sa ville natale, Montevideo. Il joue tous les matchs de l'Uruguay lors du tournoi. Valverde est remplacé par Cristhian Stuani lors des derniers instants du match face au Pérou en quart de finale, et assistera donc sur le banc à l'élimination de l'Uruguay aux tirs au but (score : 0-0, 4-5 t.a.b.)
Il est retenu dans la liste du sélectionneur Óscar Tabárez pour disputer la Copa América 2021 avec l'équipe nationale d'Uruguay.
Le 10 novembre 2022, il est sélectionné par Diego Alonso pour participer à la Coupe du monde 2022.
Le 24 mars 2023, Federico Valverde porte pour la première fois le brassard de capitaine de l'équipe nationale d'Uruguay lors d'un match amical face au Japon. Au cours de ce match, il marque également un but.
Valverde est sélectionné pour disputer la Copa América 2024. Lors de cette compétition, l'Uruguay est éliminé en demi-finale par la Colombie. Lors de la finale pour la troisième place face au Canada, la décision se fait lors des tirs au but. Valverde réussit sa tentative dans cette séance qui voit l'Uruguay s'imposer par 4 à 3.

### Vie privée
Federico Valverde est en couple avec Mina Bonino, de 5 ans son ainée. Courant 2020, il devient père d'un garçon, Benicio. En juin 2023, son second fils, Bautista, naît.

## Statistiques

### En club
| Saison                | Club                        | Championnat           | Championnat | Championnat | Championnat | Coupe(s) nationale(s) | Coupe(s) nationale(s) | Coupe(s) nationale(s) | Supercoupe | Supercoupe | Supercoupe | Compétition(s) continentale(s) | Compétition(s) continentale(s) | Compétition(s) continentale(s) | Compétition(s) continentale(s) | Supercoupe UEFA | Supercoupe UEFA | Supercoupe UEFA | Autres compétitions | Autres compétitions | Autres compétitions | Autres compétitions | Total | Total | Total |
| Saison                | Club                        | Division              | M.          | B.          | P.d.        | M.                    | B.                    | P.d.                  | M.         | B.         | P.d.       | Comp.                          | M.                             | B.                             | P.d.                           | M.              | B.              | P.d.            | Comp.               | M.                  | B.                  | P.d.                | M.    | B.    | P.d.  |
| 2015-2016             | CA Peñarol                  | Primera División      | 12          | 0           | 0           | -                     | -                     | -                     | -          | -          | -          | CL                             | 1                              | 0                              | 1                              | -               | -               | -               | -                   | -                   | -                   | -                   | 13    | 0     | 1     |
| 2016-2017             | Real Madrid Castilla        | Segunda B             | 30          | 3           | 1           | -                     | -                     | -                     | -          | -          | -          | -                              | -                              | -                              | -                              | -               | -               | -               | -                   | -                   | -                   | -                   | 30    | 3     | 1     |
| 2017-2018             | Deportivo La Corogne (prêt) | LaLiga                | 24          | 0           | 0           | 1                     | 0                     | 0                     | -          | -          | -          | -                              | -                              | -                              | -                              | -               | -               | -               | -                   | -                   | -                   | -                   | 25    | 0     | 0     |
| 2018-2019             | Real Madrid                 | LaLiga                | 16          | 0           | 0           | 5                     | 0                     | 0                     | -          | -          | -          | C1                             | 4                              | 0                              | 0                              | 0               | 0               | 0               | CMC                 | 0                   | 0                   | 0                   | 25    | 0     | 0     |
| 2019-2020             | Real Madrid                 | LaLiga                | 33          | 2           | 5           | 3                     | 0                     | 0                     | 2          | 0          | 0          | C1                             | 6                              | 0                              | 0                              | -               | -               | -               | -                   | -                   | -                   | -                   | 44    | 2     | 5     |
| 2020-2021             | Real Madrid                 | LaLiga                | 24          | 3           | 1           | 1                     | 0                     | 0                     | 1          | 0          | 0          | C1                             | 7                              | 0                              | 0                              | -               | -               | -               | -                   | -                   | -                   | -                   | 33    | 3     | 1     |
| 2021-2022             | Real Madrid                 | LaLiga                | 31          | 0           | 1           | 2                     | 0                     | 0                     | 2          | 1          | 0          | C1                             | 11                             | 0                              | 1                              | -               | -               | -               | -                   | -                   | -                   | -                   | 46    | 1     | 2     |
| 2022-2023             | Real Madrid                 | LaLiga                | 34          | 7           | 4           | 6                     | 0                     | 0                     | 2          | 0          | 0          | C1                             | 11                             | 2                              | 3                              | 1               | 0               | 0               | CMC                 | 2                   | 3                   | 1                   | 56    | 12    | 8     |
| 2023-2024             | Real Madrid                 | LaLiga                | 37          | 2           | 7           | 2                     | 0                     | 0                     | 2          | 0          | 0          | C1                             | 13                             | 1                              | 0                              | -               | -               | -               | -                   | -                   | -                   | -                   | 54    | 3     | 7     |
| 2024-2025             | Real Madrid                 | LaLiga                | 36          | 6           | 4           | 5                     | 2                     | 1                     | 2          | 0          | 0          | C1                             | 14                             | 0                              | 3                              | 1               | 1               | 0               | CIC+CMC             | 1+6                 | 0+2                 | 0                   | 65    | 11    | 8     |
| 2025-2026             | Real Madrid                 | LaLiga                | 1           | 0           | 0           | -                     | -                     | -                     | -          | -          | -          | C1                             | -                              | -                              | -                              | -               | -               | -               | -                   | -                   | -                   | -                   | 1     | 0     | 0     |
| Sous-total            | Sous-total                  | Sous-total            | 212         | 20          | 22          | 24                    | 2                     | 1                     | 11         | 1          | 0          | -                              | 66                             | 3                              | 7                              | 2               | 1               | 0               | -                   | 9                   | 5                   | 1                   | 324   | 32    | 31    |
| Total sur la carrière | Total sur la carrière       | Total sur la carrière | 278         | 23          | 23          | 25                    | 2                     | 1                     | 11         | 1          | 0          | -                              | 67                             | 3                              | 8                              | 2               | 1               | 0               | -                   | 9                   | 5                   | 1                   | 392   | 35    | 33    |

### En sélection nationale
| Saison                | Sélection             | Phases finales        | Phases finales | Phases finales | Phases finales | Éliminatoires CDM | Éliminatoires CDM | Éliminatoires CDM | Matchs amicaux | Matchs amicaux | Matchs amicaux | Total | Total | Total |
| Saison                | Sélection             | Compétition           | M              | B              | Pd             | M                 | B                 | Pd                | M              | B              | Pd             | M     | B     | Pd    |
| --------------------- | --------------------- | --------------------- | -------------- | -------------- | -------------- | ----------------- | ----------------- | ----------------- | -------------- | -------------- | -------------- | ----- | ----- | ----- |
| 2017-2018             | Uruguay               | Coupe du monde 2018   | -              | -              | -              | 3                 | 1                 | 0                 | 1              | 0              | 0              | 4     | 1     | 0     |
| 2018-2019             | Uruguay               | Copa América 2019     | 4              | 0              | 0              | -                 | -                 | -                 | 6              | 1              | 0              | 10    | 1     | 0     |
| 2019-2020             | Uruguay               | -                     | -              | -              | -              | -                 | -                 | -                 | 6              | 0              | 1              | 6     | 0     | 1     |
| 2020-2021             | Uruguay               | Copa América 2021     | 5              | 0              | 0              | 4                 | 0                 | 0                 | -              | -              | -              | 9     | 0     | 0     |
| 2021-2022             | Uruguay               | -                     | -              | -              | -              | 10                | 2                 | 0                 | 3              | 0              | 0              | 13    | 2     | 0     |
| 2022-2023             | Uruguay               | Coupe du monde 2022   | 3              | 0              | 0              | -                 | -                 | -                 | 4              | 1              | 1              | 7     | 1     | 1     |
| 2023-2024             | Uruguay               | Copa América 2024     | 6              | 1              | 0              | 6                 | 1                 | 0                 | 1              | 0              | 0              | 13    | 2     | 0     |
| 2024-2025             | Uruguay               | -                     | -              | -              | -              | 7                 | 1                 | 0                 | -              | -              | -              | 7     | 1     | 0     |
| Total sur la carrière | Total sur la carrière | Total sur la carrière | 18             | 1              | 0              | 30                | 5                 | 0                 | 21             | 2              | 2              | 69    | 8     | 2     |

## Palmarès

### En club
| CA Peñarol (1)                                | Real Madrid (14) |
| --------------------------------------------- | --- |
| - Championnat d'Uruguay (1) - Champion : 2016 | - Championnat d'Espagne (3) - Champion : 2020, 2022 et 2024 - Vice-champion : 2021, 2023 et 2025 - Coupe d'Espagne (1) - Vainqueur : 2023 - Finaliste : 2025 - Supercoupe d'Espagne (3) - Vainqueur : 2020, 2022 et 2024 - Finaliste : 2025 - Ligue des champions (2) - Vainqueur : 2022 et 2024 - Supercoupe de l'UEFA (2) - Vainqueur : 2022 et 2024 - Coupe du monde des clubs (2) - Vainqueur : 2018 et 2022 - Coupe intercontinentale de la FIFA (1) - Vainqueur : 2024 |

### En sélection
Avec l'Uruguay, Federico Valverde est troisième de la Copa América 2024.

## Distinctions individuelles
- Joueur du mois de Liga : septembre 2022.
- Joueur du mois du Real Madrid : 2019-2020 (2), 2020-2021 (1) et 2022-2023 (1).
- Ballon d'argent de la Coupe du monde des clubs 2022 (3 buts, 1 passe décisive) derrière Vinicius.